# أرنولد فانك
أرنولد فانك (بالألمانية: Arnold Fanck)‏ (من 6 مارس 1889 إلى 28 سبتمبر 1974) كان مخرجًا ألمانيًا ورائدًا لنوع الفيلم الجبلي.   يشتهر بتصوير جبال الألب الاستثنائي الذي سجله في أفلام مثل The Holy Mountain (1926) وThe White Hell of Pitz Palu (1929) وStorm over Mont Blanc (1930) وDer weisse Rausch (1931) و SOS Eisberg (1933). كان له أيضا دور فعال في إطلاق المهن من عدة مخرجين خلال أيام فايمار ألمانيا، بما في ذلك ليني ريفنستال، لويس ترينكر، والسينمائيين سيب ألغايير، ريتشارد أنغست، هانس تشنيبيرغر، ووالتر ريمل. 

## سيرة شخصية

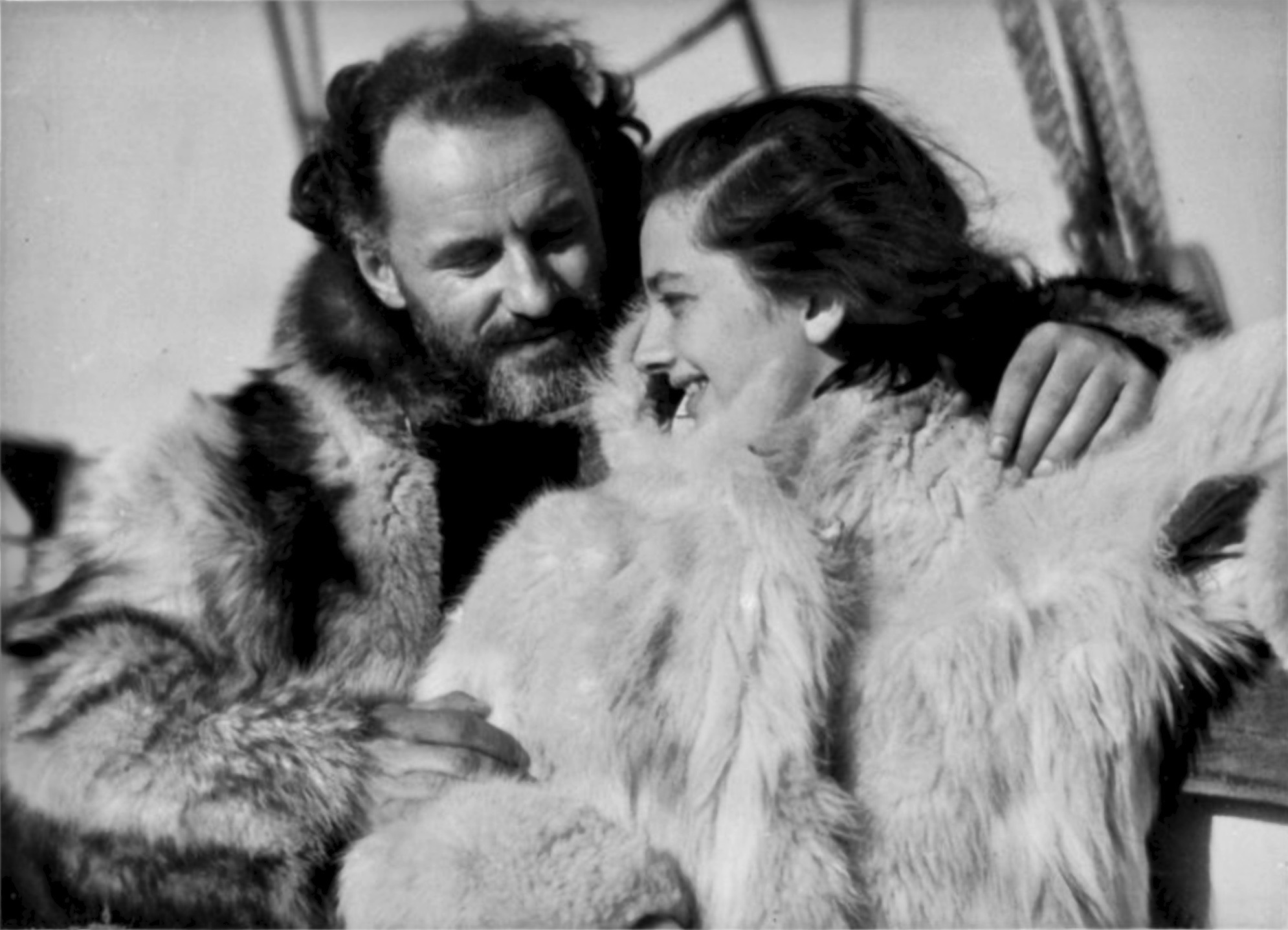
أرنولد فانك مع سكرتيرته وحبيبته إليزابيث كيند 1933 في جرينلاند على مجموعة من فيلم SOS Eisberg. في عام 1934، تزوج كلاهما في برلين.

وُلد أرنولد فانك في 6 مارس 1889 في فرانكنتال، ألمانيا. 

## روابط خارجية
- أرنولد فانك على موقع IMDb (الإنجليزية)
- أرنولد فانك على موقع مونزينجر (الألمانية)
- أرنولد فانك على موقع ألو سيني (الفرنسية)
- أرنولد فانك على موقع أول موفي (الإنجليزية)
- أرنولد فانك على موقع قاعدة بيانات الأفلام السويدية (السويدية)
- أرنولد فانك على موقع قاعدة بيانات الفيلم (الإنجليزية)
- أرنولد فانك على موقع كينوبويسك (الروسية)